# Palumbo Editore
La G.B. Palumbo & C. Editore S.p.A. è una casa editrice indipendente presente soprattutto nel campo delle scienze umanistiche.

## Storia
L'azienda nasce a Palermo nel 1939, ad opera di Giovan Battista Palumbo. Solo al termine della seconda guerra mondiale poté però sviluppare appieno l'attività imprenditoriale.
Tra gli autori che iniziarono a collaborare con la casa editrice vi furono Giovanni Papini, Giuseppe Cocchiara, Giusto Monaco.
Negli anni sessanta la casa editrice pubblica opere di Giuseppe Petronio e concentra il suo impegno nelle pubblicazioni scolastiche per l'università e le scuole medie superiori. Negli anni settanta pubblicano con la Palumbo autori noti come Alberto Asor Rosa (Il caso Verga), Alberto Mario Cirese (Cultura egemonica e culture subalterne. Rassegna di studi sul mondo popolare tradizionale e La poesia popolare), Antonino Buttitta, Giulio Angioni, Gianni Statera (Metodologie e tecniche della ricerca sociale: una introduzione sistematica, Problemi della sociologia, Società e comunicazioni di massa), Giorgio Tinazzi  (Il cinema di Luis Buñuel), Aldo Duro (Vocabolario italiano, Dizionario della lingua e della civiltà italiana contemporanea), Francesco Brancato.
Nel 1980 la Palumbo, nel suo impegno per l'editoria scolastica, pubblica L'età e le età: antologia italiana per la scuola media, scritto da Leonardo Sciascia, e L'attività letteraria nell'antica Roma e L'attività letteraria nell'antica Grecia di Giusto Monaco.
Nel 1986 i figli di Giovan Battista Palumbo, Giorgio e Mario, prendono la direzione dell'impresa a causa della morte del padre.
Seguono innovazioni nel campo dell'editoria scolastica come La scrittura e l'interpretazione di Romano Luperini, Pietro Cataldi, Lidia Marchiani.
Negli anni 2000 proseguono gli aggiornamenti con l'adozione delle nuove tecnologie multimediali nelle produzioni umanistiche ma ampliando l'attenzione anche alle opere scientifiche. Con questo obiettivo nel 2005 nasce la Palumbo Multimedia.